# Bon Iver
Bon Iver ist eine US-amerikanische Indie-Folk-Band. Hauptfigur ist der Sänger, Gitarrist und Organist Justin Vernon (* 30. April 1981 in Eau Claire, Wisconsin). Der Name Bon Iver leitet sich aus dem französischen Begriff „Bon hiver“ („guter Winter“) ab. Bekannt wurde Bon Iver durch das 2008 veröffentlichte Album For Emma, Forever Ago, das Vernon alleine in einer Jagdhütte im US-Bundesstaat Wisconsin aufgenommen hat. 2009 folgte die EP Blood Bank. 2011 erschien das zweite Studioalbum Bon Iver, das bei den 54. Grammy Awards im Jahr 2012 die Auszeichnung als bestes Alternativ-Album erhielt. Außerdem wurde Bon Iver als bester neuer Künstler geehrt.

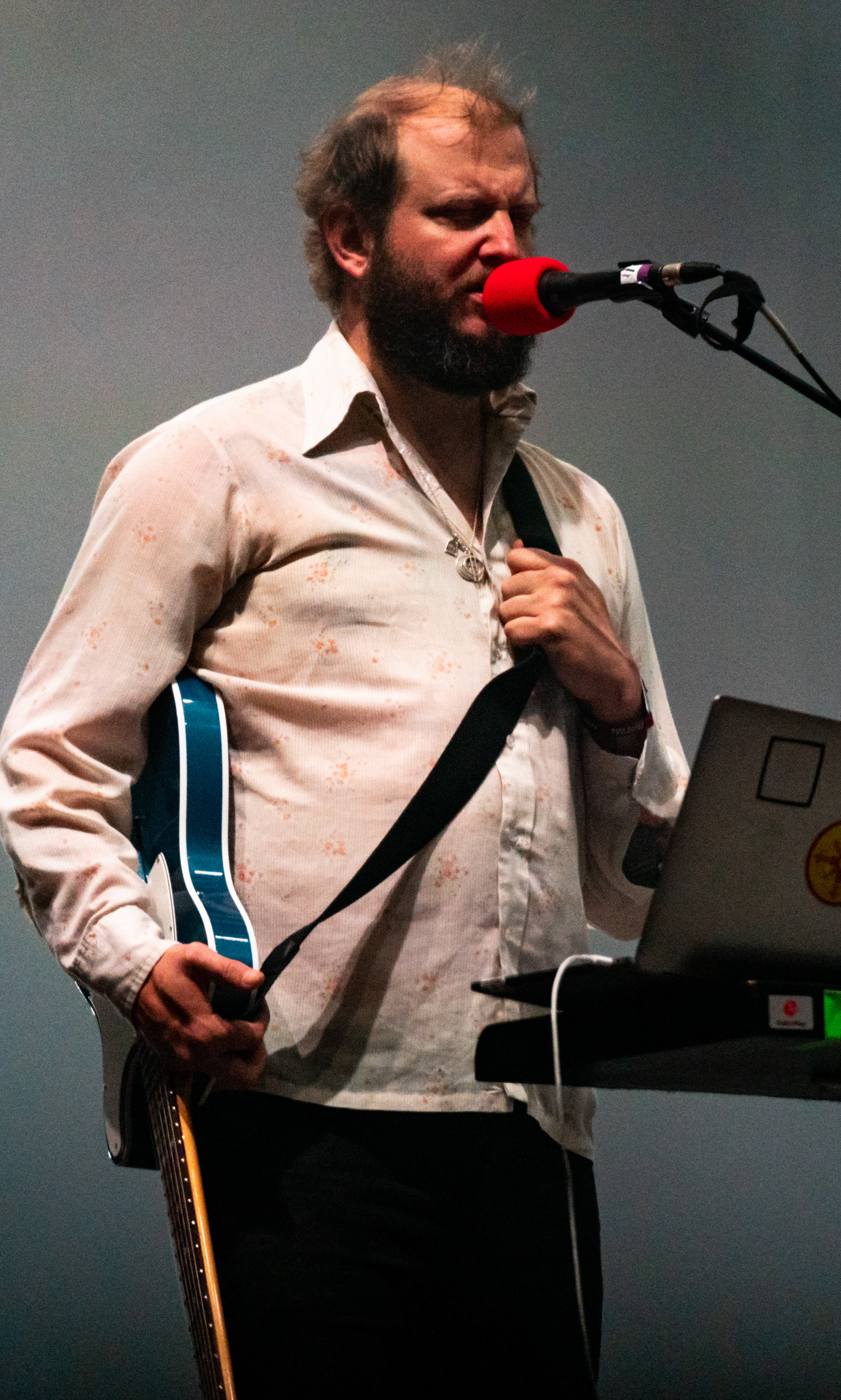
Justin Vernon beim Primavera Sound Festival (2019)

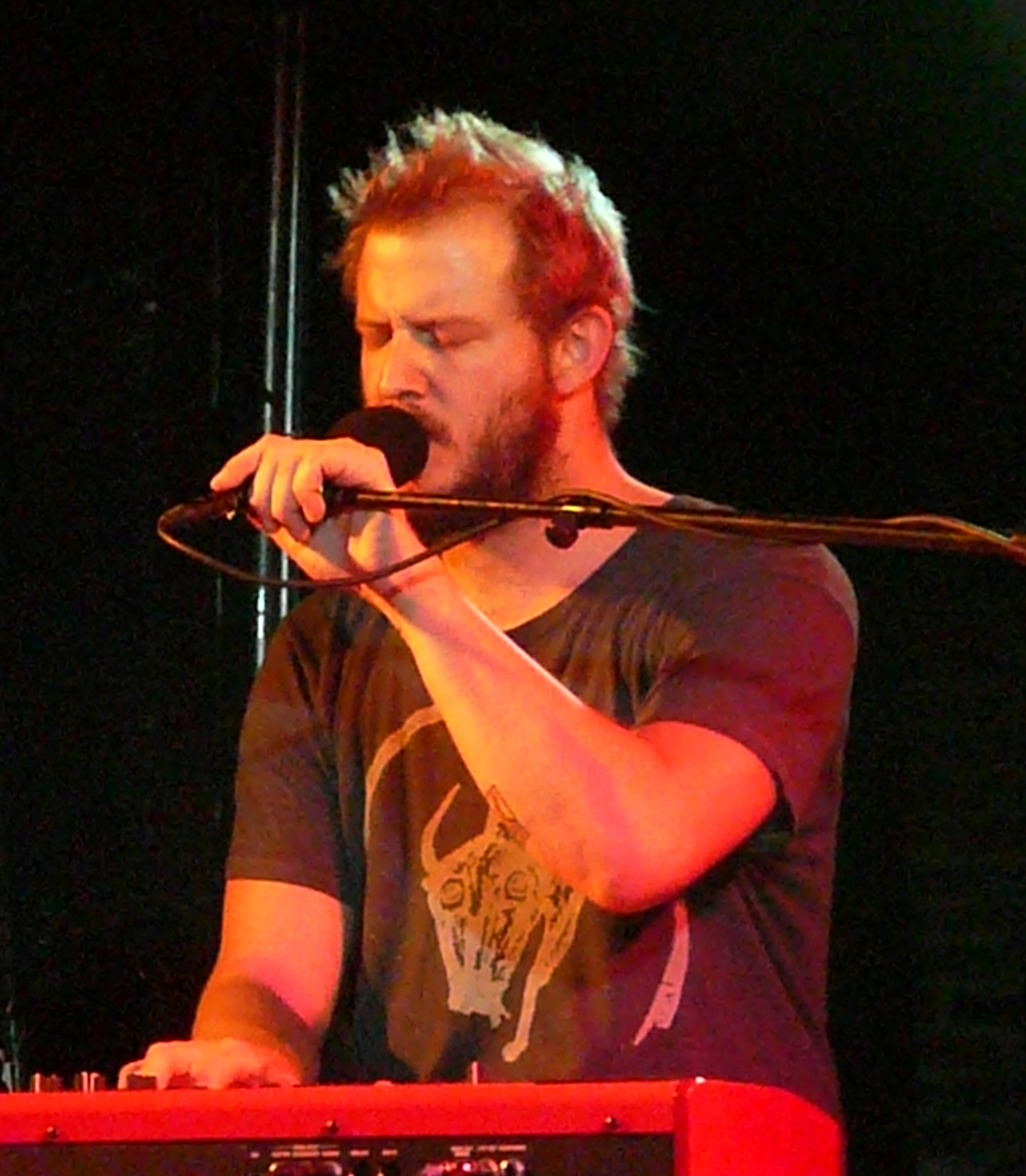
Konzert von Bon Iver in Washington, D.C.

## Mitglieder
- Justin Vernon
- Sean Carey
- Matthew McCaughan
- Michael Lewis
- Andrew Fitzpatrick
- Jenn Wasner

## Stil
Die melancholischen Songs von Bon Iver sind sehr schlicht strukturiert, bestehen meistens aus wenigen, dezenten Gitarrenakkorden. Der Sänger wechselt zwischen emotionaler Brust- und hoher Kopfstimme. Im Studio spielt Vernon alle Instrumente selbst ein. Er wurde live zuerst von drei weiteren Musikern, Mike Noyce, Sean Carey und Matthew McCaughan, begleitet. Für die Songs seines zweiten Albums Bon Iver vergrößerte er seine Bühnenmannschaft auf fast ein Dutzend Musiker, darunter Bläser und zusätzliche Gitarristen.

## Werk
Ende 2007 veröffentlichte Vernon sein erstes Album For Emma, Forever Ago unter dem Künstlernamen Bon Iver mit eigenen Mitteln. Einige wenige hunderte CDs kursierten in regionalen Musikgeschäften Wisconsins, bevor Vernon Anfang 2008 ein Angebot von dem Independent-Label Jagjaguwar erhielt, das das Album einem größeren Publikum zuführen wollte. So wurde Vernon schließlich zuerst bei Jagjaguwar, später noch bei 4AD Records unter Vertrag genommen. Das Album erzielte große Erfolge beim Publikum und bei Kritikern, und sowohl das Album als auch die Single-Auskopplung Skinny Love erreichten Gold-Status in den USA. Auf der Seite Metacritic hat das Album eine Wertung von 88 Punkten.
Peter Gabriel coverte auf dem 2010 erschienenen Studioalbum mit dem Namen Scratch My Back das Lied Flume von Bon Iver in einer orchestralen Fassung. Diese coverten daraufhin auf dem im Jahr 2013 erschienenen Kompilations-Album des Folgeprojektes And I’ll Scratch Yours das Lied Come Talk to Me von Peter Gabriel.
Das zweite Album, Bon Iver, erschien in den USA im Juni 2011. An der Produktion des Albums waren mehr Musiker beteiligt als noch beim Debütalbum, darunter der Bass-Saxophonist Colin Stetson und Gitarrist Greg Leisz. Die musikalische Weiterentwicklung wurde von Kritikern und Fans positiv aufgenommen und das Album landete auf mehreren Jahresbestenlisten, unter anderem auf Platz 1 der Besten 50 Alben 2011 der Website Pitchfork. Auch der Musikexpress wählte Bon Iver in seiner Bestenliste auf Platz 4.
Nach einer längeren Auszeit veröffentlichte die Band im Herbst 2016 ihr drittes Album, 22, A Million. Justin Vernon gab in Interviews an, dass er zuvor an Panikattacken und Depressionen gelitten habe. Die Musik auf dem Album stellte eine erneute musikalische Weiterentwicklung dar. Unter anderem verwendet Vernon verstärkt ein Harmonizer-Effektgerät, mit dem man – allein – mehrstimmige Gesangssätze realisieren kann. Einige Rezensenten führen das auf den Einfluss von Kanye West zurück, mit dem Vernon mehrfach zusammengearbeitet hat und der ebenfalls Harmonizer verwendet. 22, A Million erhielt ebenfalls überwiegend positive Kritiken, unter anderem 8 von 10 Punkten bei Plattentests.de.
Am 30. August 2019 wurde das Album I, I veröffentlicht. Bereits am 31. Juli gab die Band eine elfminütige Kurzdokumentation mit dem Namen Bon Iver: Autumn heraus, in der sie über das kommende Album und die geplante Herbst-Tour sprechen. Außerdem gab es Prelistening-Parties, auf denen einer kleinen Fangemeinde das Album vorgestellt wurde. Das Album beendet nach eigener Aussage einen Zyklus, in dem die vier Jahreszeiten dargestellt werden. 22 Tage vor dem Release des Albums wurden die restlichen Songs stündlich veröffentlicht.
Im März 2020 wurde eine Neuausgabe der EP Blood Bank veröffentlicht, in der sowohl Originalsongs als auch Live-Versionen vorkamen. Darauf folgte am 4. April die Premiere von Things Behind Things Behind Things auf einem Event von Bernie Sanders. 13 Tage später, am 17. April, veröffentlichten sie einen weiteren Song mit dem Namen Please Don't Live in Fear, von dem alle Einnahmen an die Organisation Direct Relief gingen zur Unterstützung der Ressourcen zur Bekämpfung der Covid-19-Pandemie.
Am 11. April 2025 veröffentlichte Bon Iver ihr fünftes Album Sable, Fable.

## Bon Iver Day
Im Juli 2011 nahm der Bürgermeister von Milwaukee, Tom Barrett, den Beginn von Bon Ivers Welttournee zum Anlass, den 22. Juli zum offiziellen „Bon Iver Day“ der Stadt zu machen. Begründungen hierfür waren der internationale Erfolg beider Alben der Band sowie die tiefe Verwurzelung derselben mit Justin Vernons Heimatstaat Wisconsin. Kurze Zeit danach ernannte der Bürgermeister von Vernons Heimatort den 13. Dezember ebenfalls zum offiziellen „Bon Iver Day“.

## Diskografie

### Studioalben
| Jahr | Titel Musiklabel                 | Höchstplatzierung, Gesamtwochen, AuszeichnungChartplatzierungen (Jahr, Titel, Musiklabel, Platzierungen, Wochen, Auszeichnungen, Anmerkungen) | Höchstplatzierung, Gesamtwochen, AuszeichnungChartplatzierungen (Jahr, Titel, Musiklabel, Platzierungen, Wochen, Auszeichnungen, Anmerkungen) | Höchstplatzierung, Gesamtwochen, AuszeichnungChartplatzierungen (Jahr, Titel, Musiklabel, Platzierungen, Wochen, Auszeichnungen, Anmerkungen) | Höchstplatzierung, Gesamtwochen, AuszeichnungChartplatzierungen (Jahr, Titel, Musiklabel, Platzierungen, Wochen, Auszeichnungen, Anmerkungen) | Höchstplatzierung, Gesamtwochen, AuszeichnungChartplatzierungen (Jahr, Titel, Musiklabel, Platzierungen, Wochen, Auszeichnungen, Anmerkungen) | Anmerkungen                              |
| Jahr | Titel Musiklabel                 | DE | AT | CH | UK | US | Anmerkungen                              |
| ---- | -------------------------------- | --- | --- | --- | --- | --- | ---------------------------------------- |
| 2008 | For Emma, Forever Ago Jagjaguwar | — | — | — | UK42 Platin · (12 Wo.)UK | US64 Platin · (21 Wo.)US | Erstveröffentlichung: 12. Mai 2008       |
| 2011 | Bon Iver Jagjaguwar              | DE14 (7 Wo.)DE | AT34 (3 Wo.)AT | CH10 (5 Wo.)CH | UK4 Gold · (16 Wo.)UK | US2 Platin · (40 Wo.)US | Erstveröffentlichung: 20. Juni 2011      |
| 2016 | 22, A Million Jagjaguwar         | DE7 (3 Wo.)DE | AT8 (2 Wo.)AT | CH4 (3 Wo.)CH | UK2 Gold · (8 Wo.)UK | US2 (12 Wo.)US | Erstveröffentlichung: 30. September 2016 |
| 2019 | I, I Jagjaguwar                  | DE18 (3 Wo.)DE | AT21 (2 Wo.)AT | CH12 (4 Wo.)CH | UK11 (5 Wo.)UK | US26 (4 Wo.)US | Erstveröffentlichung: 9. August 2019     |
| 2025 | Sable, Fable Jagjaguwar          | DE4 (2 Wo.)DE | AT2 (3 Wo.)AT | CH5 (4 Wo.)CH | UK4 (1 Wo.)UK | US11 (2 Wo.)US | Erstveröffentlichung: 11. April 2025     |

### EPs
| Jahr | Titel                 | Höchstplatzierung, Gesamtwochen, AuszeichnungChartplatzierungen (Jahr, Titel, Platzierungen, Wochen, Auszeichnungen, Anmerkungen) | Höchstplatzierung, Gesamtwochen, AuszeichnungChartplatzierungen (Jahr, Titel, Platzierungen, Wochen, Auszeichnungen, Anmerkungen) | Anmerkungen                           |
| Jahr | Titel                 | UK | US | Anmerkungen                           |
| ---- | --------------------- | --- | --- | ------------------------------------- |
| 2009 | Blood Bank Jagjaguwar | UK37 (2 Wo.)UK | US16 Gold · (6 Wo.)US | Erstveröffentlichung: 20. Januar 2009 |

### Singles als Leadmusiker
| Jahr | Titel Album | Höchstplatzierung, Gesamtwochen, AuszeichnungChartsChartplatzierungen (Jahr, Titel, Album, Platzierungen, Wochen, Auszeichnungen, Anmerkungen) | Anmerkungen                              |
| Jahr | Titel Album | UK | Anmerkungen                              |
| ---- | ----------- | --- | ---------------------------------------- |
| 2024 | Speyside –  | UK70 (1 Wo.)UK | Erstveröffentlichung: 20. September 2024 |

Weitere Singles
- 2008: Skinny Love (UK: Platin, US: ×2Doppelplatin )
- 2008: For Emma (UK: Silber, US: Gold)
- 2008: Re: Stacks (UK: Silber, US: Gold)
- 2009: Blood Bank (UK: Silber)
- 2009: Rosyln (mit St. Vincent, UK: Gold)
- 2011: Calgary
- 2011: Holocene (UK: Gold, US: Platin)
- 2012: Towers
- 2012: Beth/Rest
- 2016: 22 (Over soon)/10 deathbreast
- 2016: 33 God
- 2019: Hey, Ma/U (Man Like)
- 2019: Faith/Jelmore

### Singles als Gastmusiker
| Jahr | Titel Album                                    | Höchstplatzierung, Gesamtwochen, AuszeichnungChartplatzierungen (Jahr, Titel, Album, Platzierungen, Wochen, Auszeichnungen, Anmerkungen) | Höchstplatzierung, Gesamtwochen, AuszeichnungChartplatzierungen (Jahr, Titel, Album, Platzierungen, Wochen, Auszeichnungen, Anmerkungen) | Höchstplatzierung, Gesamtwochen, AuszeichnungChartplatzierungen (Jahr, Titel, Album, Platzierungen, Wochen, Auszeichnungen, Anmerkungen) | Höchstplatzierung, Gesamtwochen, AuszeichnungChartplatzierungen (Jahr, Titel, Album, Platzierungen, Wochen, Auszeichnungen, Anmerkungen) | Anmerkungen                                                                                      |
| Jahr | Titel Album                                    | AT | CH | UK | US | Anmerkungen                                                                                      |
| --- | ---------------------------------------------- | --- | --- | --- | --- | ------------------------------------------------------------------------------------------------ |
| 2010 | Monster My Beautiful Dark Twisted Fantasy      | — | — | UK— PlatinUK | US18 ×3Dreifachplatin · (10 Wo.)US | Erstveröffentlichung: 23. Oktober 2010 Kanye West feat. Jay-Z, Rick Ross, Bon Iver & Nicki Minaj |
| 2020 | Exile Folklore                                 | AT56 (1 Wo.)AT | CH48 (2 Wo.)CH | UK8 Platin · (9 Wo.)UK | US6 Platin · (5 Wo.)US | Erstveröffentlichung: 3. August 2020 Taylor Swift feat. Bon Iver                                 |
| 2023 | Delresto (Echoes) Utopia                       | — | — | — | US25 (2 Wo.)US | Erstveröffentlichung: 28. Juli 2023 Travis Scott & Beyoncé feat. Bon Iver                        |
| Folgende Lieder erschienen nicht als Single, wurden aber durch das Album zum Download und Streaming bereitgestellt und konnten somit eine Platzierung erlangen: |                                                | | | | |                                                                                                  |
| |                                                | | | | |                                                                                                  |
| 2010 | Dark Fantasy My Beautiful Dark Twisted Fantasy | — | — | UK— SilberUK | US60 Gold · (1 Wo.)US | Charteinstieg: 11. Dezember 2010 Kanye West feat. Teyana Taylor & Nicki Minaj & Bon Iver         |
| 2020 | Evermore                                       | — | — | UK— SilberUK | US57 (1 Wo.)US | Charteinstieg: 26. Dezember 2020 Taylor Swift feat. Bon Iver                                     |
| 2023 | Boys of Faith                                  | — | — | — | US26 Gold · (3 Wo.)US | Charteinstieg: 7. Oktober 2023 Verkäufe: + 580.000; Zach Bryan feat. Bon Iver                    |

## Auszeichnungen für Musikverkäufe
| Silberne Schallplatte - Vereinigtes Königreich - 2024: für das Lied Flume - 2024: für das Lied Beach Baby - 2025: für das Lied Wash Goldene Schallplatte - Australien - 2024: für das Lied Evermore - Brasilien - 2024: für das Lied Evermore - Dänemark - 2013: für das Streaming Skinny Love - 2019: für das Album 22, A Million - 2020: für die Single Re: Stacks - 2023: für die Single Exile - 2024: für die Single Rosyln - Europa (Impala) - 2009: für das Album For Emma, Forever Ago - Frankreich - 2025: für die Single Exile - Italien - 2017: für die Single Skinny Love - 2018: für die Single Holocene - 2023: für die Single Exile - Kanada - 2013: für das Album Bon Iver - 2024: für die Single Delresto (Echoes) - Norwegen - 2021: für die Single Exile - Polen - 2023: für die Single Exile - Schweden - 2013: für das Album Bon Iver - Spanien - 2024: für die Single Holocene - 2024: für die Single Skinny Love - Vereinigte Staaten - 2023: für das Lied Beach Baby - 2023: für das Lied Flume | 2× Goldene Schallplatte - Europa (Impala) - 2011: für das Album Bon Iver Platin-Schallplatte - Australien - 2015: für das Album Bon Iver - 2015: für das Album For Emma, Forever Ago - Brasilien - 2024: für die Single Delresto (Echoes) - Dänemark - 2020: für die Single Skinny Love - 2025: für die Single Holocene - Kanada - 2025: für das Lied Boys of Faith - Neuseeland - 2021: für die Single Holocene - 2022: für das Album For Emma, Forever Ago - 2022: für die Single Monster - Spanien - 2024: für die Single Exile 2× Platin-Schallplatte - Brasilien - 2024: für die Single Exile - Dänemark - 2019: für das Album For Emma, Forever Ago - 2023: für das Album Bon Iver - Kanada - 2021: für die Single Exile - Neuseeland - 2023: für die Single Skinny Love 3× Platin-Schallplatte - Australien - 2024: für die Single Exile |

Anmerkung: Auszeichnungen in Ländern aus den Charttabellen bzw. Chartboxen sind in ebendiesen zu finden.
| Land/RegionAuszeichnungen für Musikverkäufe (Land/Region, Auszeichnungen, Verkäufe, Quellen) | Silber     | Gold       | Platin       | Verkäufe   | Quellen              |
| -------------------------------------------------------------------------------------------- | ---------- | ---------- | ------------ | ---------- | -------------------- |
| Australien (ARIA)                                                                            | —          | Gold1      | 5× Platin5   | 385.000    | aria.com.au          |
| Brasilien (PMB)                                                                              | —          | Gold1      | 3× Platin3   | 140.000    | pro-musicabr.org.br  |
| Dänemark (IFPI)                                                                              | —          | 5× Gold5   | 6× Platin6   | 410.000    | ifpi.dk              |
| Europa (Impala)                                                                              | —          | 3× Gold3   | —            | (250.000)  | impalamusic.org EU2  |
| Frankreich (SNEP)                                                                            | —          | Gold1      | —            | 100.000    | snepmusique.com      |
| Italien (FIMI)                                                                               | —          | 3× Gold3   | —            | 100.000    | fimi.it              |
| Kanada (MC)                                                                                  | —          | 2× Gold2   | 3× Platin3   | 330.000    | musiccanada.com      |
| Neuseeland (RMNZ)                                                                            | —          | —          | 5× Platin5   | 135.000    | radioscope.co.nz NZ2 |
| Norwegen (IFPI)                                                                              | —          | Gold1      | —            | 30.000     | ifpi.no              |
| Polen (ZPAV)                                                                                 | —          | Gold1      | —            | 25.000     | olis.pl              |
| Schweden (IFPI)                                                                              | —          | Gold1      | —            | 20.000     | sverigetopplistan.se |
| Spanien (Promusicae)                                                                         | —          | 2× Gold2   | Platin1      | 120.000    | elportaldemusica.es  |
| Vereinigte Staaten (RIAA)                                                                    | —          | 7× Gold7   | 9× Platin9   | 12.500.000 | riaa.com             |
| Vereinigtes Königreich (BPI)                                                                 | 8× Silber8 | 4× Gold4   | 4× Platin4   | 4.700.000  | bpi.co.uk            |
| Insgesamt                                                                                    | 8× Silber8 | 32× Gold32 | 36× Platin36 |            |                      |